# リットン調査団 (お笑いコンビ)
リットン調査団（リットンちょうさだん）は、吉本興業に所属する日本のお笑いコンビ。

## メンバー
- 藤原 光博（ふじわら みつひろ、1962年（昭和37年）6月8日（63歳） - ）
  - ボケ担当、立ち位置は向かって左。
  - 大阪府大阪市出身、血液型A型。
- 水野 透（みずの とおる、1960年（昭和35年）9月18日（64歳） - ）
  - ツッコミ担当、立ち位置は向かって右。
  - 大阪府大阪市出身、血液型A型。

## 来歴・人物
2人とも桃山学院大学出身で、水野が設立したプロレス研究会で出会う。当時のプロレス研究会には奇妙奇天烈なリングネームのレスラーが存在しており、藤原のリングネームは「バイブ藤原」。
水野は大学卒業後に芸人を志し、藤原を誘って1986年（昭和61年）1月にコンビ結成。その際の誘い文句は「俺は黒澤になる、お前は三船になれ」。当時のラジオ大阪で南海ホール（後の心斎橋筋2丁目劇場）から公開収録で放送されていたダウンタウン司会のオーディション番組「心斎橋お笑い探検隊」へ出演、プロの道を進む。
同期は木村祐一・東野幸治（非NSC組で、4期生より後輩で5期生の先輩に当たる。しかし4期生よりも相当年上であるため、今田耕司や130Rらに対しても同期として接している）。
1990年代には『かざあなダウンタウン』（テレビ朝日）などダウンタウンMCの深夜番組へ頻繁に出演。松本人志（ダウンタウン）とも親交があったものの、ダウンタウンと共演していた当時は無名だった木村と東野らが全国区で名を馳せる一方、リットン調査団の方は知名度が上がることはあまりなかった。
心斎橋筋2丁目劇場の後期では「ミスターX」の名で活動していた。
東京のルミネtheよしもとをメインに活動（新喜劇では石田靖率いる「石田班」に所属）していたが、2019年現在は水野が「大衆に迎合するような笑いはやりたくない」と出演を断ったとされるため、ルミネの舞台には出演しておらずコンビで会うのも年に1〜2回程度である旨を『水曜日のダウンタウン』（TBSテレビ）へ出演した際に発言しており、芸人としての仕事の傍ら藤原は後輩の木下貴信（パタパタママ）が所長を務める清掃会社、水野はマンガ喫茶の清掃員としてバイトなどで生計を立てている。

### 名称
コンビ名は1931年に起きた満洲事変でのリットン調査団が由来で、桃山学院大学でのプロレス研究会の同級生が命名した。

## 交友関係
旧2丁目軍団（いわゆるダウンタウンファミリー）の中でも、（ほぼ）同期である今田・ほんこん（130R）・東野などと特に交流が深い。プライベート（主に酒席）では今田・ほんこんから水野は「トーリー」、藤原は「ムーディー」と愛称で呼ばれている。藤原は東野・雄大（元ボブキャッツ）によって「バッドバッドクレイジーバッド」なる悪のチームを結成していた。

## リットンファミリー
彼らを師と崇める芸人たちによって「リットンファミリー」と呼ばれるグループが形成されている。

## 出演

### テレビ
日本テレビ
- ダウンタウンのガキの使いやあらへんで!
- 吉本ばかな
- ウッチャンナンチャンのウリナリ!! -  2001年春の改編期に行われたレギュラーを決める大型企画「ウリナリ解散総選挙」へ、吉本所属芸人として唯一の出馬。結果は落選、レギュラーの座を奪えなかった。
- おしゃれカンケイ
- いろもん
- THE夜もヒッパレ
- 日テレ系生放送の人気司会者大集合 番組対抗2007 まちがいだらけのニュース検定 ※水野のみ、出題VTR内の福田康夫のものまねで出演

TBSテレビ
- 今ちゃんの中野探検隊 ※レギュラー出演
- ゴールドラッシュ2007〜今年こそはブレイクしたい芸人が開く 新しきイロモネアの夜明け!!
- リンカーン
- 水曜日のダウンタウン[1][2]

フジテレビ
- ダウンタウンのごっつええ感じ マジでマジであかんめっちゃ腹痛い
- 松ごっつ
- ほんとにあった怖い話

テレビ朝日
- かざあなダウンタウン ※レギュラー出演
- 爆走!ポンチーズ ※レギュラー出演
- わらいのじかん
- アメトーーク!
- 『ぷっ』すま
- 関ジャニの仕分け∞

テレビ東京
- やりにげコージー
- ぶちぬき・ぶちぬきとんぼ
- 今年も生だよ芸人集合 笑いっぱなし伝説
- 水曜ミステリー9「浅草下町通交番 子連れ巡査の捜査日誌」

讀賣テレビ放送
- 新・どっちの料理ショー

毎日放送
- 4時ですよーだ ※前説担当
- よしもと新喜劇
- オールザッツ漫才

関西テレビ
- 素敵!KEI-SHU5

朝日放送テレビ
- 摩訶不思議 ダウンタウンの…!?
- ナンバ壱番館
- 相席食堂 - ブッチャーブラザーズと共にVTR内での出演[3]。

CBCテレビ
- 名古屋が最高!

広島テレビ
- 松本紳助

TOKYO MX
- 水野キングダム（※水野のみ） - 初の冠番組で、10月1日に行われた製作発表記者会見では番組内での国王の衣装で会見に臨み、震えながら「タナからボタモチ、果報は寝て待てでもいい。これほど苦節という言葉の似合う国王はいない」と語った。

サンテレビ
- おとなのえほん

### インターネット番組
- 街録ch〜あなたの人生、教えて下さい〜（2021年、YouTube番組）

## 受賞歴
- 1988年 第9回今宮子供えびすマンザイ新人コンクール こども大賞
- 激突!あごはずしショーアゴはずし大賞 （ニッポン放送）